# Iliboleng
Iliboleng je v současnosti nečinná sopka, nacházející se na jihovýchodním okraji indonéského ostrova Adonara. V rámci ostrova se jedná o jediný aktivní vulkán, co se nedávné doby týče. Vrchol, vypínající se do výšky 1 659 m, je tvořený skupinou překrývajících se kráterů. Od konce 19. století bylo zaznamenáno asi dvacet menších až středních, převážně explozivních erupcí.